# Wiener-Cup 1925-1926
La Wiener-Cup 1925-1926 è stata la 8ª edizione della coppa nazionale di calcio austriaca.

## Quarti di finale
| Squadra 1                        | Risultato   | Squadra 2      |
| -------------------------------- | ----------- | -------------- |
| 20 marzo 1926                    |             |                |
| Vienna Cricket and Football Club | 0 - 11      | Wiener Amateur |
| Admira Vienna                    | 1 - 2 (dts) | First Vienna   |
| 25 marzo 1926                    |             |                |
| Floridsdorfer                    | 1 - 0 (dts) | Slovan Vienna  |
| 10 aprile 1926                   |             |                |
| Wiener SC                        | 1 - 1 (dts) | Simmering      |
| 15 aprile 1926                   |             |                |
| Simmering                        | 4 - 2       | Wiener SC      |

## Semifinale
| Squadra 1      | Risultato | Squadra 2     |
| -------------- | --------- | ------------- |
| 18 aprile 1926 |           |               |
| Wiener Amateur | 4 - 2     | Simmering     |
| 5 maggio 1926  |           |               |
| First Vienna   | 3 - 2     | Floridsdorfer |

## Finale
| Squadra 1      | Risultato | Squadra 2      |
| -------------- | --------- | -------------- |
| 15 maggio 1926 |           |                |
| First Vienna   | 3 - 4     | Wiener Amateur |